# Stathelle
Stathelle è una città norvegese nel comune di Bamble nella contea di Telemark, è situata all'incrocio dei Langesundsfjord, Frierfjord e Eidangerfjord. L'insediamento, che consta di circa 8000 abitanti, è un'antica città dedita al commercio; dal 1851 per più di un secolo fu una municipalità indipendente, fino al 1964 quando venne incorporata nel comune di Bamble.